# Beechwood (Tillicoultry)
Beechwood ist eine Villa in der schottischen Stadt Tillicoultry in der Council Area Clackmannanshire. Sie liegt im Stadtzentrum abseits der A91. 1979 wurde das Bauwerk in die schottischen Denkmallisten in der Kategorie B aufgenommen.

## Beschreibung
Bauherr war Robert Archibald, der Mühlen in Tillicoultry und im benachbarten Alva besaß. Die zweistöckige Villa wurde im Jahre 1860 errichtet. Sie weist einen L-förmigen Grundriss auf und ist asymmetrisch aufgebaut. Die Eingangstür befindet sich mittig im Hauptflügel. Ihre Laibung ist strukturiert. Drei asymmetrisch angeordnete Fensterreihen umgeben sie, von denen die östliche als Auslucht hervortritt und ein langgezogenes Fenster über beide Stockwerke verläuft. Ein Vierpass ziert die darüberliegende Giebelfläche. Die markanten, gestuften Schornsteine sind giebelständig und besitzen oktogonalen Rohre. Obschon ebenfalls zweistöckig, ist der Westflügel etwas niedriger. Die Fenster sind auf zwei vertikalen Achsen angeordnet. Unterhalb eines Zwillingsfensters befindet sich eine Tür neueren Datums. Beide Achsen schließen mit Giebelflächen. Die Schornsteine entsprechen in der Gestaltung jenen des Hauptflügels. Im Osten grenzt ein einstöckiger Anbau neueren Datums an das Hauptgebäude an. Die Satteldächer sind mit Schieferschindeln gedeckt.